# Doxa Lefkadas B.C.
Doxa Lefkadas B.C. (Griego: Α.Ε. Δόξα Λευκάδας) es un equipo de baloncesto profesional griego, con sede en la ciudad de Léucade, en la isla del mismo nombre, que disputa la competición de la C Ethniki, la cuaerta división del baloncesto griego. Fue fundado en 1982. Disputa sus encuentros como local en el Lefkada Indoor Hall, con capacidad para 1.200 espectadores.

## Historia
El club polideportivo Doxa Lefkadas se fundó en 1981 con la creación de su equipo de fútbol, y es al año siguiente cuando se crea la sección de baloncesto masculino. Hasta el año 1987 no alcanzarían a jugar en categoría nacional, laciéndolo en la Gamma Ethniki, la cuarta división del baloncesto heleno. En 2002 consigue su primer título, y asciende a la Bera Ethniki, la tercera división. Es el 2011 cuando alcanza la A2 Ethniki, aceptando la plaza que había dejado vacante el Iraklis BC.
En su primera temporada logra mantener la categoría, pero al año siguiente descendío. Pero solo estuvo un año en la Beta Ethniki, regresando de nuevo en 2014. En 2016, y a pesar de acabar en sexxta posición, recibe una wildcard para participar en la A1 Ethniki por primera vez en su historia.

## Trayectoria
| Temporada | Categoría | División     | Pos. | Postemporada | Copa de Grecia | Europa | Europa | Europa |
| --------- | --------- | ------------ | ---- | ------------ | -------------- | ------ | ------ | ------ |
| 2011–12   | 2         | A2 Ethniki   | 9    | —            | —              | —      | —      | —      |
| 2012–13   | 2         | A2 Ethniki   | 14   | Descendido   | —              | —      | —      | —      |
| 2013–14   | 3         | Beta Ethniki | 1    | Ascendido    | —              | —      | —      | —      |
| 2014–15   | 2         | A2 Ethniki   | 7    | —            | —              | —      | —      | —      |
| 2015–16   | 2         | A2 Ethniki   | 6    | —            | —              | —      | —      | —      |